# Аньєр-сюр-Сен Південний
Аньє́р-сюр-Сен Півде́нний (фр. Asnières-sur-Seine-Sud) — кантон у Франції, в департаменті О-де-Сен регіону Іль-де-Франс.

## Склад кантону
Кантон включає в себе 1 муніципалітет:
| Муніципалітет  | Площа | Населення, осіб | Рік  |
| -------------- | ----- | --------------- | ---- |
| Аньєр-сюр-Сен* | -     | 32384           | 1999 |

* — лише південна частина міста Аньєр-сюр-Сен